# Agenția Federală Spațială Rusă
Agenția Federală Spațială Rusă (în rusă Федеральное космическое агентство России, transliterat Federalnoe kosmiceskoe aghentstvo Rossii; denumită și Роскосмос = Roskosmos) este agenția guvernamentală responsabilă de programul spațial rusesc. Sediul agenției este la Moscova, iar operațiunile și misiunile se coordonează din orașul Koroliov; în Orașul stelelor se află un centru de pregătire a cosmonauților, iar lansările au loc de pe cosmodromul Baikonur din Kazahstan (pentru zborurile cu echipaj uman) sau de la cosmodromul Plesețk din nordul Rusiei.